# Уткерке, Роланд ван
Роланд ван Уткерке (нидерл. Roeland van Uutkerke; ум. 22 апреля 1442) — бургундский военачальник, государственный деятель и дипломат.

## Биография
Сын рыцаря Герарда ван Уткерке, сеньора Хестерта (ныне часть Звевегема), и Маргариты ван Малдегем. Происходил из фландрской семьи, принадлежавшей к среднему слою дворянства, и связанной близким родством (и, возможно, общим происхождением) с родом ван Халевин.
Согласно рельефным счетам феодального двора Ауденарде, наследовал отцу между 1383 и 1386 годами.
Впервые отличился в сражении Жана Бесстрашного с восставшими льежцами при Оти 23 сентября 1408 года.
После провала бургундского похода на Ам в Вермандуа, отступления фламандских частей и возмущения брюггского ополчения Роланд был послан в Брюгге для усмирения восстания (8.10.1411).
С 1409 года Антверпен и Мехелен вели борьбу из-за торговли рыбой и солью. Герцог поддержал мехеленцев, но жители Антверпена не желали подчиняться. Чтобы заставить их признать волю своего сеньора, Жан Бесстрашный послал Уткерке к графу Эно, Голландии и Зеландии с требованием запретить поставлять продовольствие антверпенцам из этих графств. Затем Роланд отправился во Франк-де-Брюгге, чтобы добиться отправки военных кораблей на Шельду, для морской блокады Антверпена. В мае 1412 года он доложил о результатах на собрании четырёх Членов Фландрии в Генте, в присутствии герцогского совета, а в начале следующего года обсуждал этот вопрос на ассамблее Штатов.
Осенью 1414 года, перед началом нового похода на арманьяков, Роланд ван Уткерке сопровождал герцога в поездке по Фландрии с целью добиться предоставления субсидий и продать привилегии. 23 февраля 1415 года участвовал в подписании Аррасского договора. В 1416 году, вместе с сеньором д’Отре и Жаном де Лакетюлем был посредником при урегулировании конфликта между брюггцами и жителями Франка.
В 1417 году Жан Бесстрашный начал новую кампанию против дофина и арманьяков. Города на Сомме и королева Изабелла Баварская встали на его сторону. Когда бургундская армия собралась у Мондидье, Роланд ван Уткерке был среди персон первого ранга. 29 мая 1418 года вместе с герцогом вступил в Париж, захваченный бургундцами благодаря измене Перрине Леклера. Во время убийства герцога на мосту Монтеро 10 сентября 1419 года, Уткерке, предположительно, находился во Фландрии.
22 сентября 1419 года он находился в составе кортежа «Радостного вступления» Филиппа III в Брюгге, и по этому случаю получил от города серебряный кубок. Через несколько дней герцог, прибыв в Гент, отправил Роланда, получившего должность камергера, в Мехелен, где тот должен был ознакомиться с выдвинутыми горожанами требованиями привилегий и подготовить церемонию вступления.
В конце октября, после прибытия останков Жана Бесстрашного, Филипп собрал совет, в котором участвовал и Уткерке, для обсуждения дальнейших действий. Герцог решил заключить союз с Генрихом V, и Роланд отправился в составе бургундской делегации в Руан для обсуждения условий, на которых 9 апреля 1420 года был заключен договор в Труа. Сопровождал герцога и короля Англии в Париж и присутствовал при отстранении Карлом VI дофина от наследования.
Герцог вернулся во Фландрию и был с почётом принят в Брюгге. Во время празднований в городском дворце особенно отметились менестрели, представленные Роландом 4 февраля 1421 года.
В том же году Уткерке принял участие в экспедиции в Сен-Рикье и битве при Монс-ан-Вимё, близ Абвиля (30.08.1421).
Тем временем с новой силой возобновилась борьба между гентскими ткачами и сукновалами. Последние требовали повысить цены на некоторые виды сукна, на что ткачи не соглашались. Часть сукновалов покинула город, решив обосноваться в другом месте, что могло привести в упадок ткацкое производство. Герцог созвал совет для обсуждения этого сложного конфликта. На собрании присутствовали Уткерке, епископ Турне и другие клирики и сеньоры. 2 мая в Брюгге было принято решение частично удовлетворить требования сукновалов и принять меры для развития ткацкого производства.
В июне 1423 года совет в сходном составе собрался в Хоф-тен-Валле в Генте для обсуждения конфликта между Виктором ван дер Сикеленом, главой эшевенов Гента, и президентом Совета Фландрии Симоном де Фурмелем. Последний обвинялся в произнесении оскорбительных речей в адрес своего противника и был приговорён к публичному отказу от прежних высказываний, а также к совершению паломничества в собор Святого Петра в Риме в случае, если противник не согласится отменить это наказание.
На период поездки в Бургундию для женитьбы на Бонне д’Артуа, герцог назначил для Фландрии, Мехелена и Артуа регентский совет, в который вошёл и Роланд ван Уткерке (9.08.1423).
Двумя годами позже Роланд поддержал герцога в борьбе с герцогом Хэмфри Глостерским и Якобиной Баварской. В 1426—1427 годах он был капитан-лейтенантом Голландии и Западной Фрисландии. 13 января 1426 года сражался в битве при Брауверсхафене, где был взят в плен Флорис ван Хамстеде. По возвращении во Фландрию герцог оставил в Харлеме гарнизон под командованием Уткерке и сеньора Изенберга. Якобина Баварская осадила крепость, и в декабре её войска разбили отряд из 600 человек, приведённый Яном ван Уткерке на помощь осаждённым. Тем не менее, разгром флота Крючков при Вьерингене и капитуляция Зевенбергена (11.04.1427) привели к снятию осады, и 24 мая Роланд сменил Франка ван Борселена на посту статхаудера Голландии.
24 июня 1428 года он получил в Брюгге сумму в 1200 золотых крон, как свою часть выкупа за Флориса ван Хамстеде, и в том же году, после Делфтского мира между герцогом и Якобиной Баварской, вошёл в состав Совета девяти, ведавшего делами Голландии, став одним из трёх его «иностранных» членов (вместе с Коларом де Коммином и Якобом ван Гасбеком). Был членом совета в 1428—1430, 1433—1436 и 1439 годах, при этом в 1428—1430-м являлся президентом и губернатором совета.

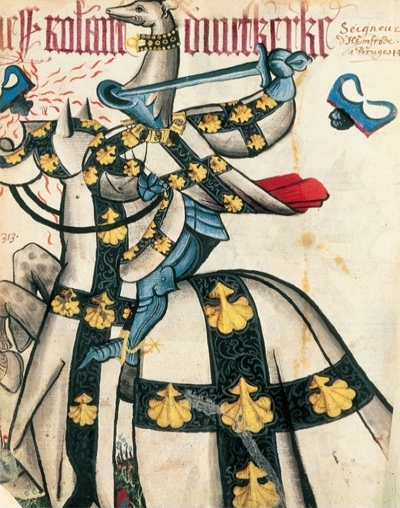
Роланд ван Уткерке. Большой рыцарский гербовник ордена Золотого руна

В награду за службу Роланд был принят в рыцари ордена Золотого руна при его учреждении 10 января 1430 года. Он участвовал во втором и третьем орденских празднествах в Лилле и Брюгге, в соборе Сент-Андре, в 1431 и 1432 годах. В 1433 году в Аррасе был назначен в состав регентского совета, управлявшего Фландрией и Артуа в отсутствие герцога, а 30 ноября участвовал в четвёртом орденском празднестве в Брюсселе. Начало 1430-х годов стало пиком его карьеры. В 1433 году ордонансом двора обозначен как рыцарь, советник и камергер, член придворного совета. В 1435 году участвовал в Аррасской конференции, куда прибыл с блестящей свитой и поездом из тридцати лошадей. Наряду с Хью де Ланнуа, также придерживавшимся проанглийской ориентации, Роланд ван Уткерке был одним из противников союза с Францией (одним из немногих, среди советников фламандского происхождения), но не смог преодолеть влияния Никола Ролена и семейства де Крой.
В 1436 году принял значительное участие в неудачной осаде Кале. Поставленный оборонять Слейс, возвёл больверк у Хазеграса, близ Кнока (май 1436). Руководил обороной после снятия осады Кале и поспешного отступления брюггцев. Герцогиня Бургундская направила на помощь Слейсу, которому угрожали англичане, отряд брюггских ополченцев, но Уткерке не пустил их в город, назвав предателями и мятежниками, чем спровоцировал восстание в Брюгге 26 августа 1436 года, причём особенную ненависть горожане испытывали к его семье. Толпа даже вырвала его жену из экипажа, в котором герцогиня покидала город.
10 сентября 1436 года гентцы в присутствии герцога изгнали Уткерке из Фландрии сроком на сто лет, а 22 октября, через пять дней после помилования, дарованного брюггцам Филиппом Добрым, и они приговорили его к изгнанию из Брюгге. Герцог уже 22 декабря заставил брюггцев отменить это постановление, а в начале следующего года капитан гентцев Онредене вычеркнул имя Уткерке из списка изгнанников.
22 мая 1437 года герцог, приехавший в Брюгге для торжественного восстановления свой власти, едва не был убит заговорщиками, и вместе с Роландом едва сумел спастись бегством из города. После этого Уткерке 1 июля прибыл в Слейс, закрыл порт Звин и приказал своему сыну Яну сомкнуть вокруг Брюгге кольцо блокады. Брюггцы разграбили всё их имущество, как в городе, так и во Франке.
Постановление, принятое в Аррасе 24 марта 1438 года, приговорило Брюгге к лишению привилегий и выплате крупных штрафов, из которых Роланду причиталось 4000 филиппюдоров, а по приговору 2 июня 1438 года, вынесенному Франку, он получал ещё 16 000 от четвёртого Члена Фландрии.
«Недостойное поведение его сына Яна и его позорная казнь ускорили конец старого рыцаря». Он был погребён в церкви Малдегема, где его эпитафия существовала его в конце XVI века.

## Семья
Жена: Маргарита де ла Клит (ум. 1444), дочь Колара I де ла Клита и Жанны де Вазьер, дамы де Коммин, вдова Оливье ван Халевина, тетка Филиппа де Коммина
Дети:
- Ян ван Уткерке (ум. 1441)

В 1422 году Роланд ван Уткерке приобрел у Марии ван Халевин сеньорию Хемсроде (в нынешней общине Анзегем), но в 1442 году, незадолго до смерти, продал её Жанне ван Халевин, дочери своей жены от первого брака. Тогда же продал сеньорию Хестерт своему шурину Колару II де ла Клиту.